# Sülze (Elbe)
Die Sülze ist ein in die Elbe mündender Bach in der Magdeburger Börde in Sachsen-Anhalt.

## Verlauf
Der Name Sülze bedeutet übertragen „Salzquelle“. Das Einzugsgebiet der Sülze beträgt 144,7 km², die Länge ca. 20 km (vom Quellbach westlich Wanzlebens aus) und das Gesamtgefälle ca. 50 m. Zwei Quellbäche, der Seerennengraben von Wanzleben und der Röthegraben (auch Graben 13) von Altenweddingen kommend, vereinigen sich in Sülldorf zur Sülze. Durch den in diesem Bereich erfolgenden natürlichen Zufluss salzhaltigen Wassers hat die Sülze dann einen erhöhten Salzgehalt, woraus sich ihr Name erklärt. Nahe Sülldorf ist das Sülzetal als Naturschutzgebiet ausgewiesen. Sie fließt weiter durch Dodendorf nach Osten und erreicht das Gebiet der Stadt Magdeburg im Stadtteil Beyendorf-Sohlen. Entlang der Sohlener Berge fließt die Sülze dann nach Salbke. 

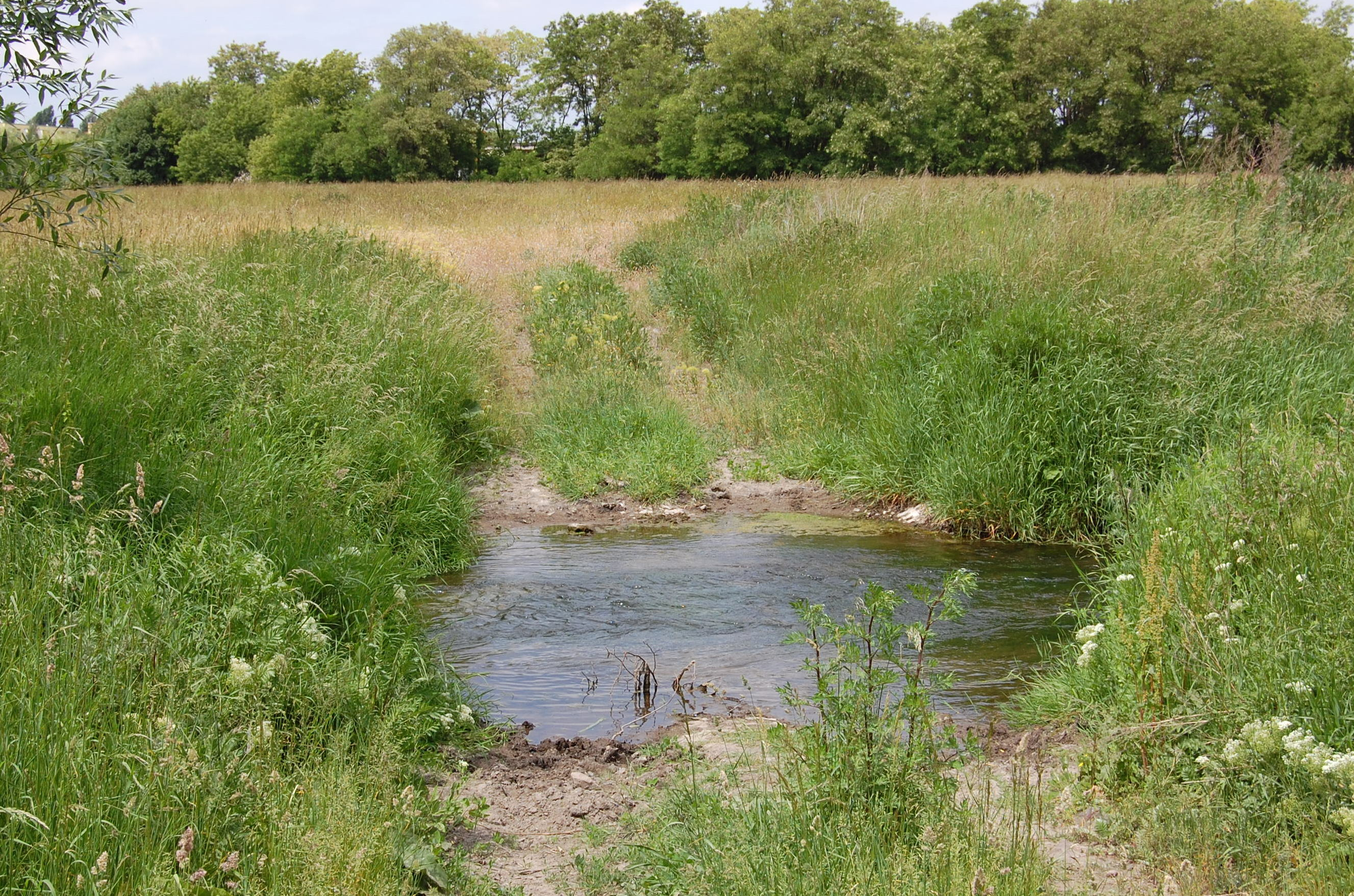
Furt durch die Sülze bei Salbke nahe der Sülzemündung

Die Sülze mündet bei Elbkilometer 320 in die Elbe.

## Geschichte
Ursprünglich lag die Mündung der Sülze weiter nördlich, am Sülzehafen in Magdeburg-Buckau. Im Rahmen der damaligen starken industriellen Nutzung des westlichen Elbufers wurde die Mündung verlegt. Es existieren jedoch Pläne den ursprünglichen Verlauf wiederherzustellen. 1838 hatte die Maschinenfabrik Buckau ein Grundstück in der Nähe der alten Mündung erworben und die Sülze 1839/40 zunächst von der Mündung bis zum Werksgelände schiffbar gemacht. 1926, den Schiffbau hatte man aufgegeben, wurde die Sülze im Unterlauf im Werksgelände der Maschinenfabrik kanalisiert.
Im 18. Jahrhundert lag die Mündung noch weiter nördlich. So beschreibt ein Lexikon aus dem Jahr 1741, dass die Sulte durch das Kloster Berge floss, wo dann die Klinke in den Bach mündete. Die Sülze mündete unterhalb des Klosters Berge in die Elbe. Heute hat die Klinke eine eigene Elbmündung.
Es gibt, allerdings nicht konkret untersetzte, Vermutungen, wonach eine vom römischen Geschichtsschreiber Tacitus für das Jahr 57 angegebene Schlacht zwischen Hermunduren und Chatten, um einen Fluss, aus dem Salz gewonnen wurde und der beiden Völkern als Grenze diente, sich am Fluss Saltbeke, von dem der Ort Salbke seinen Namen ableitet und damit möglicherweise im Bereich der Sülze, ereignet haben könnte. Die Schlacht soll von den Hermunduren gewonnen worden sein. Der Ort der Schlacht ist jedoch letztlich unklar. Auch diverse andere Flüsse und Gegenden kommen hierfür in Betracht.
Am 22. April 1829 ertränkte sich der Buckauer Kantor Johann Andreas Völker in der Sülze. Seine Leiche wurde am 23. April 1829 aufgefunden. Er war, nachdem er das Amt seit 1806 innehatte, mit dem Vorwurf, er habe sich dem Trunke ergeben, abgesetzt worden. Die Mitteilung der völligen Amtsenthebung sollte ihm am 25. April mitgeteilt werden.

## Mühlen an der Sülze
Im Laufe der Geschichte entstanden an 10 bis 15 Standorten entlang der Sülze und ihrer Quellgräben Wassermühlen. Bekanntere waren die Buschmühle (auch Weidemühle) in Bahrendorf, die Amtsmühle und die Kirchmühle in Langenweddingen, die Stegmühle in Sülldorf, die Maschmühle in Osterweddingen, die Dodendorfer Mühle in Dodendorf, die Sohlener Mühle in Sohlen, die Rothe Mühle in Beyendorf und die Vikarienmühle vor Salbke. In Salbke, etwa dort, wo heute die Bahnstrecke Magdeburg–Leipzig die Sülze quert, lag die Klostermühle Salbke.

## Fauna
Im Bereich des Sülzelaufs durch die Gemarkung von Salbke wurden die Libellenarten Gebänderte Prachtlibelle und Große Pechlibelle festgestellt.